# Retzius kastanj

Retzius kastanj var en stor hästkastanj utanför Serafimerlasarettets huvudentré mot Hantverkargatan på Kungsholmen i Stockholm. Namnet härrör från läkaren Anders Retzius som lyckades rädda kastanjen på 1830-talet. 1984 dog kastanjen efter en ovarsam beskärning.
| Portalen till Serafimerlasarettet med Retzius kastanj på 1930-talet och utseendet med "Nya Retzius kastanj" i maj 2012. |  | Portalen till Serafimerlasarettet med Retzius kastanj på 1930-talet och utseendet med "Nya Retzius kastanj" i maj 2012. |
| Portalen till Serafimerlasarettet med Retzius kastanj på 1930-talet och utseendet med "Nya Retzius kastanj" i maj 2012. |  | |

Kastanjen växte sedan sekelskiftet 1700 utanför nuvarande entréportalen till Serafimerlasarettet. Trädet syns på ett färgfotografi taget av Gustaf W. Cronquist på 1930-talet. Den lutade sig långt över trottoaren och blev till klätterträd för bland annat den unge Gunnar Brusewitz, som beskrev och tecknade Retzius kastanj i sin stockholmsskildring Stockholm, staden på landet.
Redan på 1830-talet, när Hantverkargatan breddades var det nära att kastanjen skulle sågas ner. Då ingrep läkaren och professorn Anders Retzius och räddade kastanjen i sista stund. När portalen till lasarettets område flyttades till sitt nuvarande ställe tog man särskild hänsyn till kastanjen. En oförsiktig beskärning i mitten på 1980-talet tog dock död på trädet och en ny kastanj planterades i dess ställe.